# Гейврілл (Айова)
Гейврілл (англ. Haverhill) — місто (англ. city) в США, в окрузі Маршалл штату Айова. Населення — 165 осіб (2020).

## Географія
Гейврілл розташований за координатами 41°56′39″ пн. ш. 92°57′39″ зх. д. / 41.94417° пн. ш. 92.96083° зх. д. (41.944121, -92.960740).  За даними Бюро перепису населення США в 2010 році місто мало площу 0,34 км², уся площа — суходіл.

## Демографія
Згідно з переписом 2010 року, у місті мешкали 173 особи в 64 домогосподарствах у складі 51 родини. Густота населення становила 507 осіб/км².  Було 68 помешкань (199/км²).
Расовий склад населення:
| - 99,4 % — білих |

До двох чи більше рас належало 0,6 %. Частка іспаномовних становила 0,0 % від усіх жителів.
За віковим діапазоном населення розподілялося таким чином: 26,0 % — особи молодші 18 років, 63,0 % — особи у віці 18—64 років, 11,0 % — особи у віці 65 років та старші. Медіана віку мешканця становила 37,2 року. На 100 осіб жіночої статі у місті припадало 113,6 чоловіків;  на 100 жінок у віці від 18 років та старших — 113,3 чоловіків також старших 18 років.
Середній дохід на одне домашнє господарство  становив 74 810 доларів США (медіана — 69 583), а середній дохід на одну сім'ю — 76 820 доларів (медіана — 71 500). За межею бідності перебувало 0,5 % осіб, у тому числі 0,0 % дітей у віці до 18 років та 0,0 % осіб у віці 65 років та старших.
Цивільне працевлаштоване населення становило 116 осіб. Основні галузі зайнятості: освіта, охорона здоров'я та соціальна допомога — 31,9 %, виробництво — 12,9 %, науковці, спеціалісти, менеджери — 12,1 %.